# Giuseppe Scopelliti
Giuseppe Scopelliti (Reggio Calabria, 21 novembre 1966) è un ex politico italiano, presidente della regione Calabria dal 10 aprile 2010 al 29 aprile 2014.
È stato Presidente del Consiglio regionale della Calabria dal 1995 al 2000 e sindaco di Reggio Calabria dal 2002 al 2010. Il 4 aprile 2018 viene condannato con sentenza definitiva a 4 anni e 7 mesi di reclusione per il reato di falso in atto pubblico, commesso durante il mandato di Sindaco di Reggio Calabria.

## Biografia

### Carriera politica
Inizia la sua carriera politica iscrivendosi al Fronte della Gioventù, organo giovanile del Movimento Sociale Italiano. Nel 1988 viene eletto consigliere circoscrizionale nella lista del Movimento Sociale Italiano.
Nel 1991 ricopre la carica di segretario provinciale del Fronte della Gioventù di Reggio Calabria e nel 1992 viene eletto consigliere comunale di Reggio Calabria nella lista del MSI. Nel 1993, a Rieti, viene nominato segretario nazionale del Fronte della Gioventù. Nel 1994 si candida alle elezioni per rinnovo del Parlamento europeo nel collegio dell'Italia meridionale risultando il secondo dei non eletti con 34.000 voti di preferenza.
In seguito, inizia una esperienza regionale di due legislature: nel 1995 viene eletto consigliere regionale per le liste di Alleanza Nazionale e ricopre il ruolo di presidente del Consiglio regionale della Calabria; nel 2000, rieletto consigliere regionale, svolge l'incarico di assessore regionale al Lavoro e alla Formazione professionale nella Giunta del presidente Giuseppe Chiaravalloti. Nel 2001 diviene presidente dell'associazione Tecnostruttura delle Regioni per il Fondo Sociale Europeo.

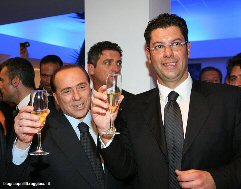
Scopelliti con Silvio Berlusconi

Nel 2002, sostenuto da una coalizione di centrodestra, viene eletto sindaco della città di Reggio Calabria con il 53,8% dei voti, superando il candidato del centrosinistra, il vicesindaco dell'amministrazione uscente Demetrio Naccari Carlizzi. Nel 2003 viene nominato Commissario Delegato per il problema della salinità dell'acqua. Nel 2007 viene riconfermato sindaco per un secondo mandato con il 70% dei consensi.
Nel 2008 è stato nominato coordinatore regionale del Popolo della Libertà.
Nel mese di gennaio 2010 il quotidiano finanziario Il Sole 24 Ore ha pubblicato i risultati di un sondaggio sull'indice di gradimento nei confronti dei sindaci dei capoluoghi di provincia italiani da parte dei cittadini, riferito all'anno 2008. In questa classifica Scopelliti è al primo posto, con un consenso stimato al 75%, assieme al sindaco di Verona Flavio Tosi e al sindaco di Torino Sergio Chiamparino.
Il 16 dicembre 2009 la direzione centrale del PdL ufficializza la candidatura di Scopelliti alla presidenza della Regione Calabria per il centrodestra, smentendo l'ipotesi secondo cui Silvio Berlusconi avrebbe desiderato candidare il medico ortopedico Bernardo Misaggi. Alle elezioni del marzo 2010 viene eletto Presidente con il 57,76% dei voti, sconfiggendo il candidato del centrosinistra e presidente uscente Agazio Loiero.
Il 15 novembre 2013, a seguito drello scioglimento del PdL, non seguendo molti ex compagni di partito in Fratelli d'Italia ed in polemica anche con la rinascita di Forza Italia, aderisce al Nuovo Centrodestra di Angelino Alfano.

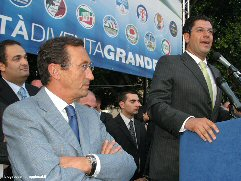
Scopelliti con Gianfranco Fini

Dal 10 gennaio 2014 è diventato coordinatore nazionale del Nuovo Centrodestra.
Il 27 marzo 2014 i giudici del Tribunale di Reggio Calabria, Olga Tarzia, Filippo Aragona e Teresa De Pascale condannano Scopelliti per il "caso Fallara" a 6 anni di reclusione per abuso d'ufficio e falso, commessi durante gli anni 2007-2010 del suo mandato come sindaco di Reggio Calabria, all'interdizione perpetua dai pubblici uffici ed al pagamento di una provvisionale di 120 000 euro. Per effetto della legge Severino, scatta automaticamente la sospensione di Scopelliti da presidente regionale.
Il 28 marzo 2014 Scopelliti annuncia le dimissioni. Il 29 aprile 2014 ufficializza le dimissioni tramite lettera depositata al Presidente del Consiglio regionale Francesco Talarico.
Il Nuovo Centrodestra lo candida alle Elezioni europee del 2014 nella Circoscrizione Italia meridionale (che raccoglie i collegi di Abruzzo, di Molise, di Campania, di Puglia, di Basilicata e di Calabria) ottiene soltanto 42.116 preferenze non sufficienti per essere eletto. Nell'ottobre dello stesso, in dissenso con la linea del suo partito, che tenta di trovare un accordo con il Partito Democratico in vista delle elezioni regionali in Calabria, fuoriesce dallo stesso, sostenendo come indipendente Wanda Ferro, candidata del centrodestra.
Nel periodo 1995 - 2000, nella qualità di presidente del consiglio regionale, è stato editore della Rivista "Calabria". Per vari anni è stato editorialista de "Il Secolo d'Italia", "Il Roma", "Gazzetta del Sud", "Il Quotidiano della Calabria", "Il Domani", "Il Giornale di Calabria", e della rivista "Calabria".
Nel novembre 2015, assieme a Pasquale Viespoli, Gianni Alemanno e Roberto Menia, è tra i fondatori del nuovo partito Azione Nazionale, che nel febbraio 2017 si fonde con il partito politico La Destra guidato da Francesco Storace, per dar vita al Movimento Nazionale per la Sovranità (MNS).

## Procedimenti giudiziari

### Caso Fallara e la condanna definitiva in carcere
Nel marzo 2011 è indagato per abuso in atti d'ufficio nella qualità di ex sindaco di Reggio Calabria. L'indagine riguarda gli incarichi affidati alla dirigente comunale del settore Bilancio, Orsola Fallara, morta nel dicembre 2010 e ai relativi compensi.
Il 19 ottobre 2011 viene indagato per falso in atto pubblico dalla Procura della Repubblica di Reggio Calabria. I fatti si riferiscono a quando era in carica come sindaco di Reggio Calabria nell'ambito delle indagini sul "Caso Fallara", la dirigente comunale del settore bilancio, suicidatasi nei mesi precedenti. Una recente ispezione del ministero delle Finanze ha rilevato un buco da 170 milioni nelle casse del comune.
Il 18 aprile 2012 la Procura della Repubblica di Reggio Calabria chiede il rinvio a giudizio di Scopelliti, unitamente a tre componenti del collegio dei revisori dei conti del Comune. L'accusa per Scopelliti è di falso ideologico in atto pubblico e abuso d'ufficio per le autoliquidazioni che avrebbe fatto la dirigente Orsola Fallara.
Il 29 giugno 2012, nel corso dell'udienza preliminare del troncone principale del processo sul "Caso Fallara", il comune di Reggio Calabria si costituisce parte civile per eventuali danni contro Scopelliti nella sua ex funzione di sindaco della città.
Il 20 luglio 2012 il Presidente della Regione Calabria Scopelliti viene rinviato a giudizio dal GUP del Tribunale di Reggio Calabria con l'accusa di abuso d'ufficio e falso ideologico in atto pubblico. Assieme a Scopelliti vengono rinviati a giudizio anche i tre componenti del collegio dei revisori dei conti del Comune di Reggio Calabria, Carmelo Stracuzzi, Domenico D'Amico e Ruggero Alessandro De Medici.
Il 13 febbraio 2014 il pm Sara Ombra chiede 5 anni di reclusione e l'interdizione dai pubblici uffici.
Il 27 marzo 2014 i giudici del Tribunale di Reggio Calabria, Olga Tarzia, Filippo Aragona e Teresa De Pascale pronunciano un verdetto che supera le richieste della Procura e condannano Scopelliti a 6 anni di reclusione per abuso d'ufficio e falso, all'interdizione perpetua dai pubblici uffici ed al pagamento di una provvisionale di 120 000 euro. Con la condanna del Tribunale, per effetto della legge Severino, scatta automaticamente la sospensione di Scopelliti da presidente della Giunta regionale.
Il 22 dicembre 2016 la Corte d'Appello di Reggio Calabria condanna Scopelliti a 5 anni di reclusione per abuso d'ufficio e falso.
Il 4 aprile 2018 viene condannato in Cassazione a 4 anni e 7 mesi di reclusione per falso in atto pubblico. Il reato contestato di abuso d'ufficio viene dichiarato prescritto. Si costituisce in carcere il giorno successivo.
Come indicato dalla Corte di Cassazione nelle motivazioni della sentenza, nel corso della sua sindacatura Scopelliti ha realizzato condotte "messe in atto in spregio di norme e principi giuridici basilari" che "costituiscono chiari sintomi di grave noncuranza e di palese deviazione dai doveri della funzione pubblica esercitata". 
Scopelliti durante la sua sindacatura era "l'ideatore delle falsificazioni" dei bilanci del Comune, avvalendosi "dell’accondiscendenza di Orsola Fallara, supina esecutrice degli ordini del sindaco, in cambio di incarichi tanto remunerativi quanto illegittimi". Durante il suo mandato Scopelliti ha avallato "spese che avrebbero dovuto essere correttamente imputate a differenti capitoli del bilancio; in tal modo si faceva falsamente apparire come ogni erogazione fosse giustificata da una corrispondente, legittima entrata, laddove, al contrario, venivano indicati accertamenti per crediti inesistenti, con l’effetto di rappresentare il bilancio in pareggio e, nel contempo, effettuando pagamenti e spese privi di copertura".
Nel novembre 2019 il Tribunale di Sorveglianza gli concede la semilibertà.

### Caso Italcitrus
Scopelliti è stato condannato al pagamento di 300.000 euro (confermati in Cassazione) nei confronti del Comune di Reggio Calabria, a seguito dell'acquisto dello stabilimento "Italcitrus", effettuato a carico del Comune stesso nel 2004.
L'allora sindaco aveva infatti stipulato un contratto di acquisto della struttura, completamente abbandonata e con larga presenza di amianto, alla cifra di 2 milioni e mezzo di euro, tutti a carico del Comune di Reggio Calabria, al fine di trasformarla in centro di produzione della Rai. La Corte dei Conti ha accertato che il prezzo di acquisto era più che doppio rispetto ad una precedente valutazione (1.141.876,50 euro) realizzata dal Tribunale di Reggio in un altro procedimento. Secondo la sentenza, i terreni oggetto dell'acquisto non furono "mai riconvertiti ad alcuna utilizzazione proficua per la collettività".
Inizialmente la condanna della Corte dei Conti della Calabria ammontava a 697.511 euro. Successivamente la Corte dei Conti sezione centrale ha diminuito la cifra a 300.000 euro. A seguito della condanna, l'abitazione di Scopelliti è stata messa sotto ipoteca.

### Caso gazebo sul lungomare Falcomatà

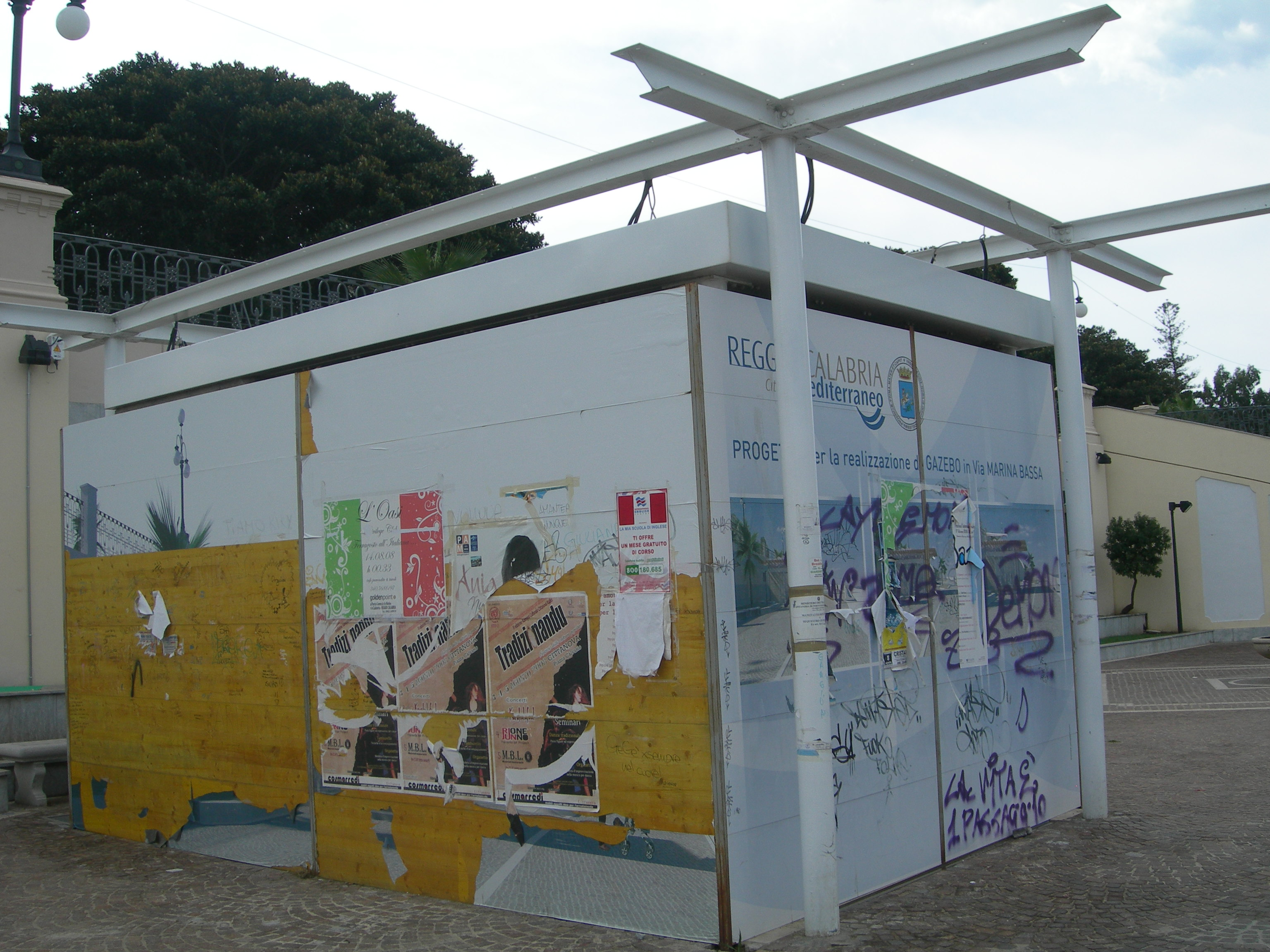
Uno dei gazebo sul lungomare

Nel novembre 2010 è rinviato a giudizio dal gip di Reggio, Kate Tassone, per occupazione abusiva di spazio demaniale e violazione del codice della navigazione, avendo Scopelliti fatto sorgere quattro gazebo sul Lungomare di Reggio, a meno di trenta metri dalla battigia. I gazebo in questione sono stati costruiti senza i necessari pareri degli uffici competenti. Il mancato nulla osta del demanio marittimo, nel 2006, a tre giorni dalla consegna, aveva fatto sì che i lavori fossero fermati dalla Capitaneria di porto su richiesta del giudice per le indagini preliminari. Da allora, il Comune di Reggio Calabria si era disinteressato alla loro rimozione e aveva difeso i gazebo. A novembre 2010, i gazebo in questione erano ancora in loco, con non poca deturpazione del territorio in quanto la copertura, che avrebbe dovuto essere adornata con piante rampicanti, si presentava in cemento grezzo e profilati d'acciaio sporgenti. Nelle facciate non è più possibile trovare i sigilli di sequestro, ma solo quel che rimane delle assi di legno, più volte oggetto di vandalismo, che al tempo erano ricoperte da rendering fotorealistici dell'opera, mai completata. Lo stato di degrado è anche causa di problemi di sicurezza per bambini, animali e turisti in genere, e implicazioni igienico sanitarie, in quanto utilizzati da senzatetto come gabinetti pubblici, peraltro assenti in città. In data 30 marzo 2011 i gazebo sono stati dissequestrati dalla magistratura per permetterne il completamento. Successivamente, Scopelliti è stato assolto dal reato di occupazione abusiva di spazio demaniale.

### Possibili frequentazioni equivoche
Scopelliti risulta coinvolto in vicende riguardanti i suoi stretti rapporti con l'imprenditore Pasquale Rappoccio, considerato vicino alla cosca Libri di Cannavò, in un incontro a Milano con il boss Paolo Martino, in incontri con Nino Fiume e Giovambattista Fracapane (pentiti di 'ndrangheta) anche loro come Martino organici alla cosca De Stefano di Reggio Calabria e nel banchetto per l'anniversario di matrimonio dei genitori dei fratelli Barbieri (uno dei quali, Mimmo, è finito in carcere nell'ambito dell'inchiesta “Meta”; mentre l'altro, imprenditore edìle, ha realizzato opere pubbliche anche per il Comune di Reggio Calabria), a cui prese parte l'attuale ricercato Cosimo Alvaro. Scopelliti, però, non è mai stato indagato di alcun reato collegato, a quanto riferito dalla stampa.
Lo stesso Scopelliti, in un'intervista al settimanale Chi del novembre 2010, etichetterà come "situazioni paradossali" le presunte passeggiate sul lungomare con affiliati a famiglie mafiose da parte di chi si batte e complimenta per i successi dello Stato contro la malavita organizzata.

### Caso della discarica di Longhi Bovetto
Nel settembre 2010 riceve un'altra condanna. La seconda sezione penale di Reggio Calabria, dopo circa due ore di camera di consiglio, lo reputa colpevole assieme ad Antonio Stefano Caridi (ex Assessore regionale alle Attività Produttive, pure lui del PdL) ed Igor Paonni (ex Assessore all'Ambiente del Comune di Reggio ed attuale Assessore regionale alle Attività Produttive), di omissione di atti d'ufficio per non aver vigilato durante la sua carica di Sindaco di Reggio sullo smaltimento del percolato della discarica di "Longhi Bovetto" (chiusa nel 1999 e mai messa in sicurezza) e lo condanna perciò a sei mesi di reclusione.
Nelle immediate vicinanze della discarica è presente una scuola elementare ultimata da 10 anni, ma che non è mai potuta divenire operativa proprio a causa della mancata bonifica dell'area che nello stato di abbandono in cui riversa, rilascia gas nocivi all'entrata dell'istituto e pericolosi liquidi negli orti a ridosso della stessa.
Il progetto esecutivo dell'importo parziale di 450 000 euro era stato approvato nel 2006 dalla giunta Scopelliti, mentre la condanna riguarda lo smaltimento del percolato, intervento dal costo irrisorio in confronto (6000 euro), entrambi mai realizzati.
Il 21 marzo 2013 viene confermata in appello la sentenza di condanna a sei mesi di reclusione per Scopelliti e Paonni, mentre viene assolto l'ex assessore comunale Caridi.
Il 9 aprile 2014 la sesta sezione penale della Corte di Cassazione annulla senza rinvio "perché il fatto non costituisce reato" la condanna a sei mesi (pena sospesa) per omissione in atti di ufficio inflitta a Scopelliti e Paonni.

### Sanità
Nel febbraio 2012 l'ufficio stampa della giunta regionale rende noto che Scopelliti è indagato dalla Procura della Repubblica di Catanzaro per atti compiuti nell'esercizio del suo ruolo di commissario ad acta per l'attuazione del piano di rientro della sanità. Indagato, oltre a Scopelliti, il dirigente generale della Presidenza Franco Zoccali.
Il 17 ottobre 2013 il GIP del Tribunale di Catanzaro, dott.ssa Assunta Maiore, assolve il Governatore con l'ampia formula "perché il fatto non sussiste".

### Caso Sarlo
Il 3 agosto 2012 lo stesso Scopelliti rende noto di essere indagato in relazione alla vicenda "Sarlo", ossia la nomina di Alessandra Sarlo, moglie del giudice Vincenzo Giglio coinvolto nell'inchiesta della DDA di Milano del procuratore aggiunto Ilda Boccassini, a capo del dipartimento dei controlli.
Nell'ottobre 2012 sempre in relazione alla vicenda "Sarlo" il sostituto procuratore di Catanzaro iscrive nel registro degli indagati tutti i componenti della giunta regionale della Calabria per abuso d'ufficio.
Il 21 giugno 2013 viene rinviato a giudizio insieme all'assessore al personale, Domenico Tallini, per i reati di abuso d'ufficio in merito alla nomina di Alessandra Sarlo a dirigente generale del Dipartimento controlli della Regione.
Nel febbraio 2015, il Tribunale Penale di Catanzaro, assolve l'ex Presidente della Regione dalla suddetta accusa con formula ampia.

## Controversie
Nel febbraio 2014, durante un'intervista televisiva rilasciata all'emittente locale RTV in occasione della presentazione dei circoli del Nuovo Centrodestra, il neo coordinatore nazionale di NCD nel descrivere come dovrebbe essere il prossimo candidato a sindaco del Comune di Reggio Calabria rilascia una dichiarazione dai toni omofobi: «Noi non vogliamo né uomini che non siano coraggiosi, né mezzi uomini, né uomini che sono innamorati di altri uomini. A noi ci piace l'idea di mettere in campo uomini che siano innamorati di donne, che amino il rapporto di coppia e che individuano nel rapporto di un matrimonio un uomo e una donna. Quando faccio questo tipo di parallelo voglio dire che noi vogliamo uomini che siano innamorati della città».

## Opere
- Un'idea di città, Fondazione Editrice Sperimentale Reggina, 2010, ISBN 9788890342813
- Io sono libero, Luigi Pellegrini Editore, 2020, ISBN 9788868229641